# Drymonia coccinea
Drymonia coccinea là một loài thực vật có hoa trong họ Tai voi. Loài này được (Aubl.) Wiehler mô tả khoa học đầu tiên năm 1973.